# Daniel Nushiro
Daniel Nushiro (n. 5 septembrie 1938, Toyohashi, Japonia – d. 10 august 2023, Surugadai⁠(d), Tōkyō, Japonia) a fost Întâistătător al Bisericii Ortodoxe Japoneze, aflat sub oblăduirea canonică a Patriarhiei Moscovei și a Întregii Rusii. El a fost instalat în tronul mitropolitan la data de 14 mai 2000, cu titlul de Înaltpreasfințitul Daniel, arhiepiscop de Tokyo și mitropolit al Întregii Japonii.